# Saint-Michel-le-Cloucq
Pour les articles homonymes, voir Saint-Michel.
Saint-Michel-le-Cloucq est une commune française située dans le département de la Vendée, en région Pays de la Loire.

## Géographie
Le territoire municipal de Saint-Michel-le-Cloucq s'étend sur 1 765 hectares. L'altitude moyenne de la commune est de 70 mètres, avec des niveaux fluctuant entre 10 et 107 mètres,.
À 82 mètres d'altitude, la commune de Saint-Michel-le-Cloucq est située aux confins du bocage (au nord) et de la plaine céréalière (au sud). Une des limites communales se situe au sud de la forêt de Mervent-Vouvant.
La Vendée est le principal cours d'eau qui traverse la commune.
Saint-Michel-le-Cloucq se trouve à 5 km de Fontenay-le-Comte, 28 km de Niort, 55 km de La Rochelle, 104 km de Nantes et 450 km de Paris.
Le territoire communal s'étend sur une surface de 1 771 hectares dont deux tiers sont constitués de terres agricoles.
| Mervent           |                        | Foussais-Payre   |
| L'Orbrie          | Saint-Michel-le-Cloucq |                  |
| Fontenay-le-Comte |                        | Xanton-Chassenon |

### Climat
Pour des articles plus généraux, voir Climat des Pays de la Loire et Climat de la Vendée.
En 2010, le climat de la commune est de type climat océanique franc, selon une étude du CNRS s'appuyant sur une série de données couvrant la période 1971-2000. En 2020, Météo-France publie une typologie des climats de la France métropolitaine dans laquelle la commune est exposée à un climat océanique et est dans la région climatique  Poitou-Charentes, caractérisée par un bon ensoleillement, particulièrement en été et des vents modérés. 
Pour la période 1971-2000, la température annuelle moyenne est de 11,8 °C, avec une amplitude thermique annuelle de 14,4 °C. Le cumul annuel moyen de précipitations est de 930 mm, avec 12,8 jours de précipitations en janvier et 6,9 jours en juillet. Pour la période 1991-2020, la température moyenne annuelle observée sur la station météorologique de Météo-France la plus proche, sur la commune de Scillé à 20 km à vol d'oiseau, est de 12,1 °C et le cumul annuel moyen de précipitations est de 954,6 mm,. Pour l'avenir, les paramètres climatiques de la commune estimés pour 2050 selon différents scénarios d'émission de gaz à effet de serre sont consultables sur un site dédié publié par Météo-France en novembre 2022.

## Urbanisme

### Typologie
Au 1er janvier 2024, Saint-Michel-le-Cloucq est catégorisée commune rurale à habitat dispersé, selon la nouvelle grille communale de densité à sept niveaux définie par l'Insee en 2022.
Elle est située hors unité urbaine. Par ailleurs la commune fait partie de l'aire d'attraction de Fontenay-le-Comte, dont elle est une commune de la couronne,. Cette aire, qui regroupe 30 communes, est catégorisée dans les aires de moins de 50 000 habitants,.

### Occupation des sols
L'occupation des sols de la commune, telle qu'elle ressort de la base de données européenne d’occupation biophysique des sols Corine Land Cover (CLC), est marquée par l'importance des territoires agricoles (68,7 % en 2018), en diminution par rapport à 1990 (69,7 %). La répartition détaillée en 2018 est la suivante : 
terres arables (36 %), forêts (20,7 %), zones agricoles hétérogènes (19 %), prairies (13,7 %), zones urbanisées (6,8 %), mines, décharges et chantiers (2,8 %), eaux continentales (1 %). L'évolution de l’occupation des sols de la commune et de ses infrastructures peut être observée sur les différentes représentations cartographiques du territoire : la carte de Cassini (XVIIIe siècle), la carte d'état-major (1820-1866) et les cartes ou photos aériennes de l'IGN pour la période actuelle (1950 à aujourd'hui).

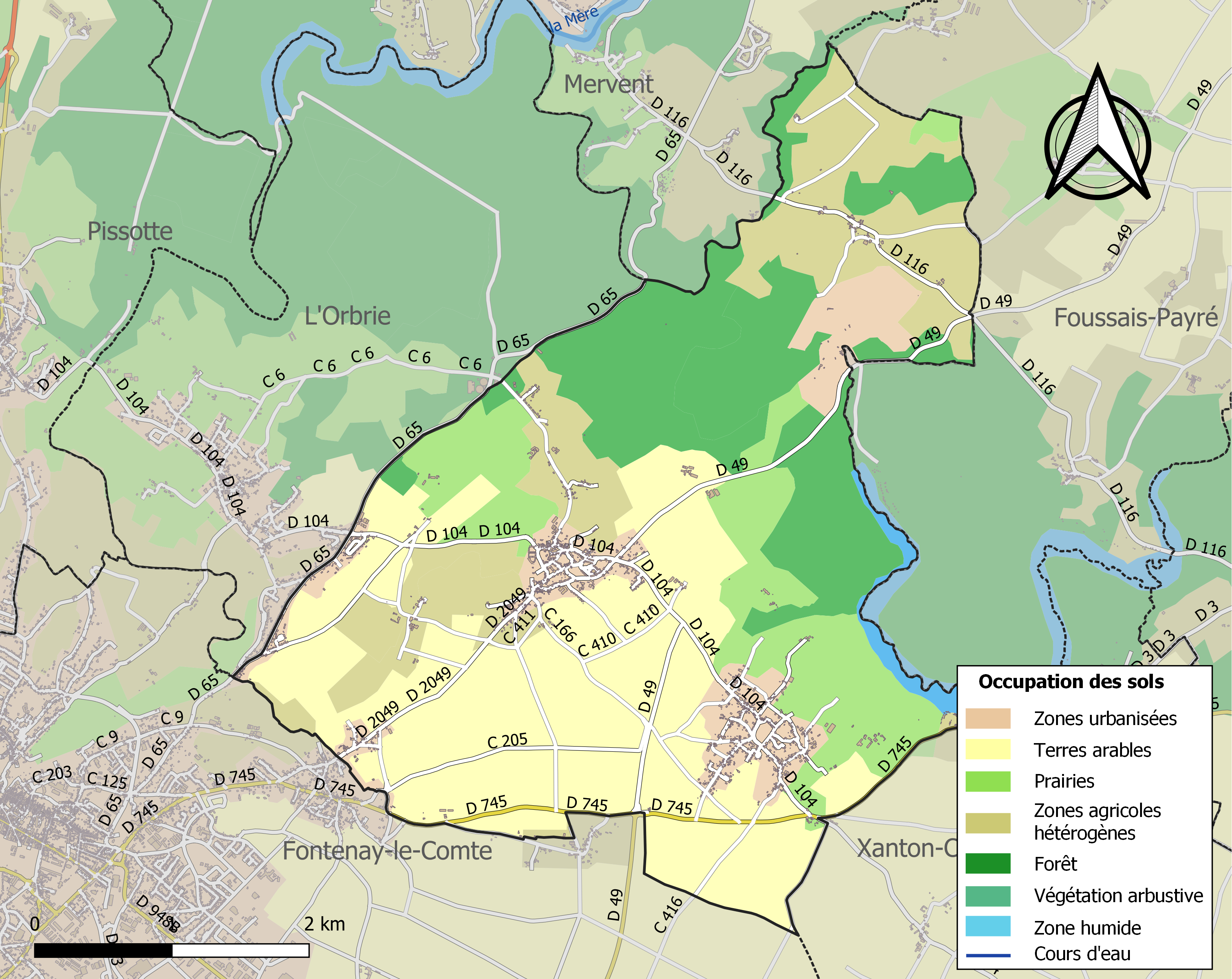
Carte des infrastructures et de l'occupation des sols de la commune en 2018 (CLC).

## Histoire

### Première Guerre mondiale (1914-1918)
10 poilus de Saint-Michel-le-Cloucq sont morts pour la France pendant la Première Guerre mondiale (1914-1918) :
- Auguin Albert Edmond Valentin[14] ;
- Boutin Léopold Frédéric François[15] ;
- Coutin Louis Auguste[16] ;
- Dallet Raoul Gustave Marcel Joseph[17] ;
- Mercier Arthur Emmanuel Émile[18] ;
- Proteau René Raoul Raymond[19] ;
- Jard Arthur Raymond[20] ;
- Rampillon Georges Louis Michel[21] ;
- Fallourd Victor Gabriel[22] ;
- Fauger Léon[23].

### Héraldique
| Blason | Blasonnement : D'azur au donjon couvert d'argent ouvert et ajouré du champ, flanqué de deux tours couvertes aussi d'argent, ajourées du champ, le tout maçonné de sable, soutenu de l'archange Saint Michel d'or, au franc-canton dextre cousu de gueules chargé d'un chêne d'or et au franc-canton senestre aussi cousu de gueules chargé d'une gerbe de blé aussi d'or. |

### Devise
La devise de Saint-Michel-le-Cloucq : Sancti Michaelis Clausi.

## Lieux et monuments
- L’église paroissiale Saint-Michel[24]

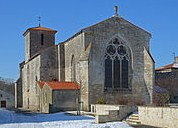
L'église.
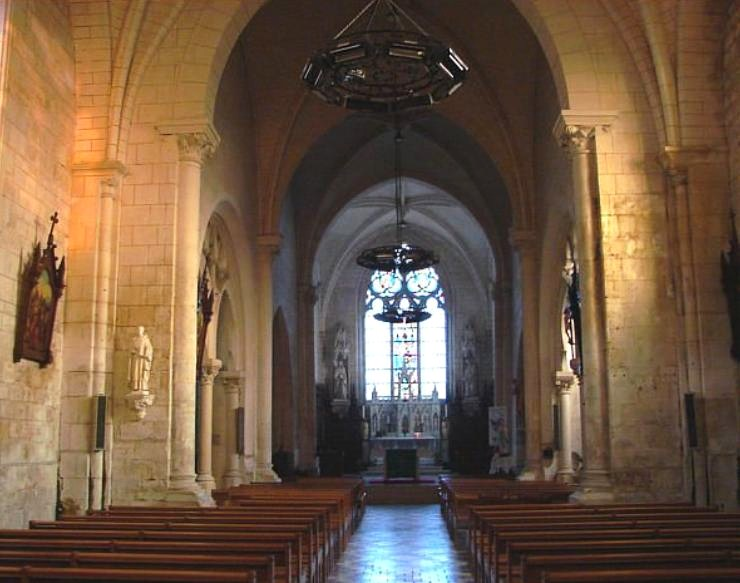
La nef.
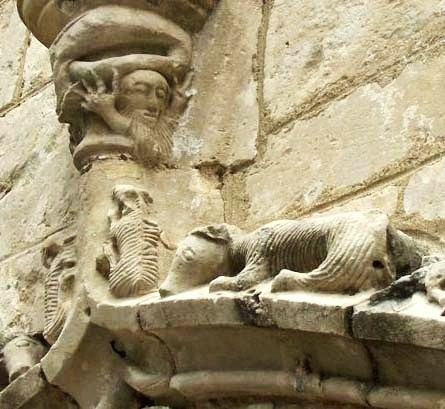
Détail de la frise du portail.
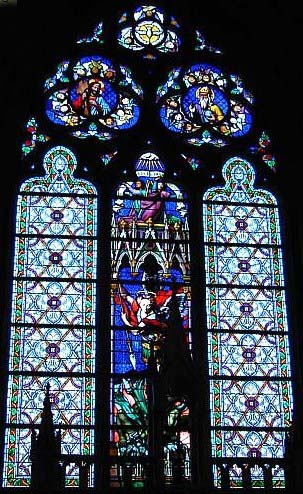
Le vitrail : saint Michel terrassant le dragon.

Quatre châteaux privés

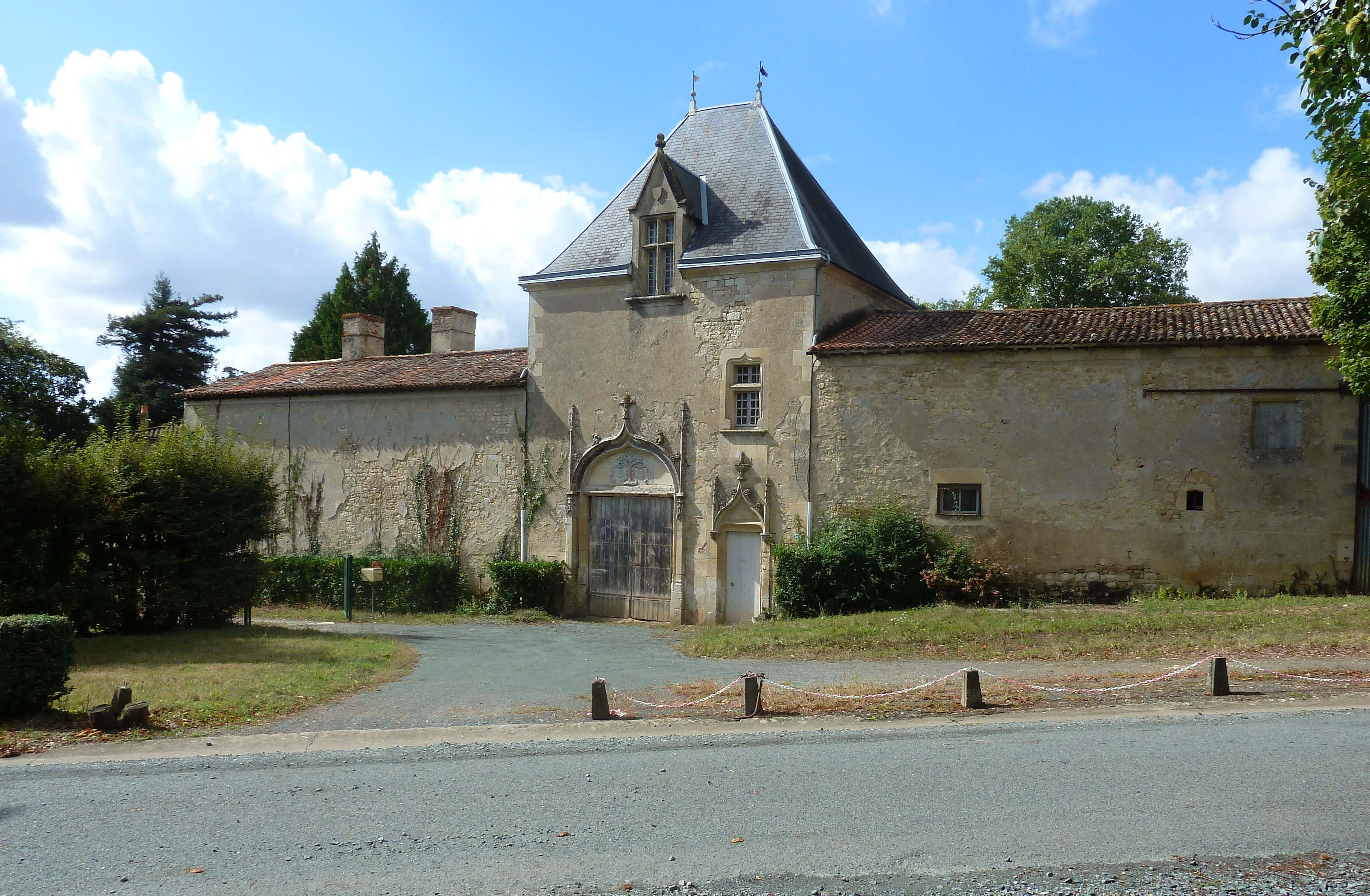
Château du bourg.

- Le château du bourg était la demeure des seigneurs de Saint-Michel-le-Cloucq. On en retrouve la trace avec Guillaume de Saint Michel, seigneur du dit lieu en 1145, puis Gillet de Saint Michau, seigneur de Saint-Michel-le-Clou en 1403, De Villiers de Saint Paul, seigneur de Saint-Michel-le-Cloucq en 1550, Jean de Chasteigner seigneur de Saint-Georges et de Saint-Michel vers 1580. Le domaine restera ensuite dans la famille des de Chasteigner pendant plus de quatre siècles. La demeure actuelle présente les caractéristiques du logis Renaissance. Spécifique de la région, il est généralement constitué par l'alliance du château et de la ferme, formant un ensemble très homogène de bâtiments encadrant une ou deux grandes cours intérieures, autour desquelles s'organise toute une vie agricole, le corps principal se composant d’une façade sobre aux proportions élégantes. C'est le cas de ce château dont on peut admirer le porche et sa poterne, surmontés d’un fronton fleuronné, avec un arbre sculpté et les blasons de la famille de Chasteigner. Vendu en 1935 à Louis Charon, maire de Saint-Michel-le-Cloucq, le château est resté la propriété de la famille Charon-Kiéné jusqu'en 2014. L'actuel propriétaire est M. Gaboriau.

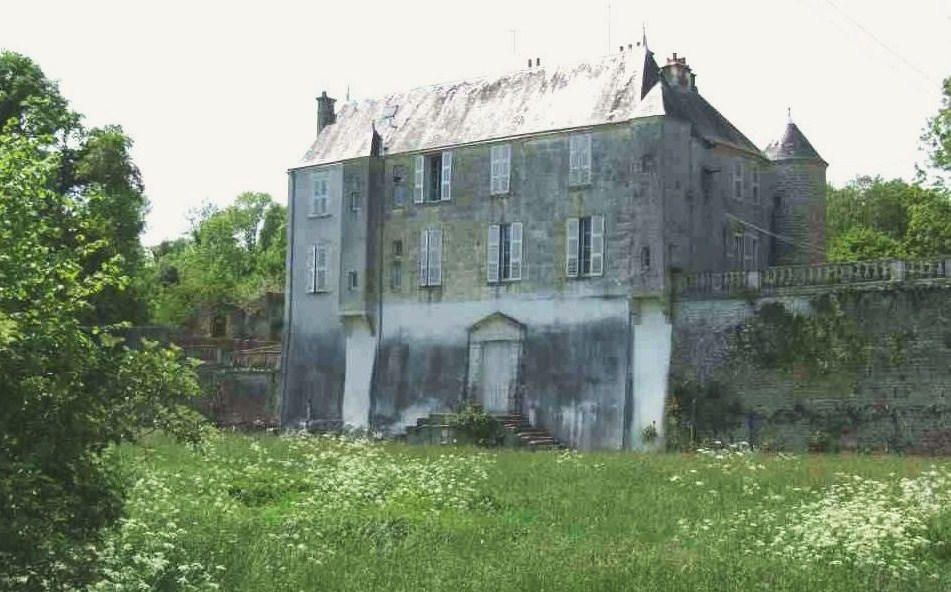
Château de Beaulieu.

- Le château de Beaulieu : il dépendait de la seigneurie de Saint-Pompain. C'est un logis fortifié du XVIIe, partiellement restauré, dont le plan est classique : habitation principale précédée d'une cour encadrée de bâtiments de dépendances. L'entrée se fait par un porche rond. Le château, en contrebas, est séparé des dépendances par un profond fossé. Il est muni d'une ancienne tour de défense et de deux échauguettes carrées. Cinq familles s'y sont succédé : du Pont aux XVIe et XVIIe siècles, de Grimouard au XVIIe, Massé au XVIIIe siècle, Pichard du Page du XVIIIe au XXe siècle. Puis la famille de Fleuriau, qui n'en n'est plus propriétaire.

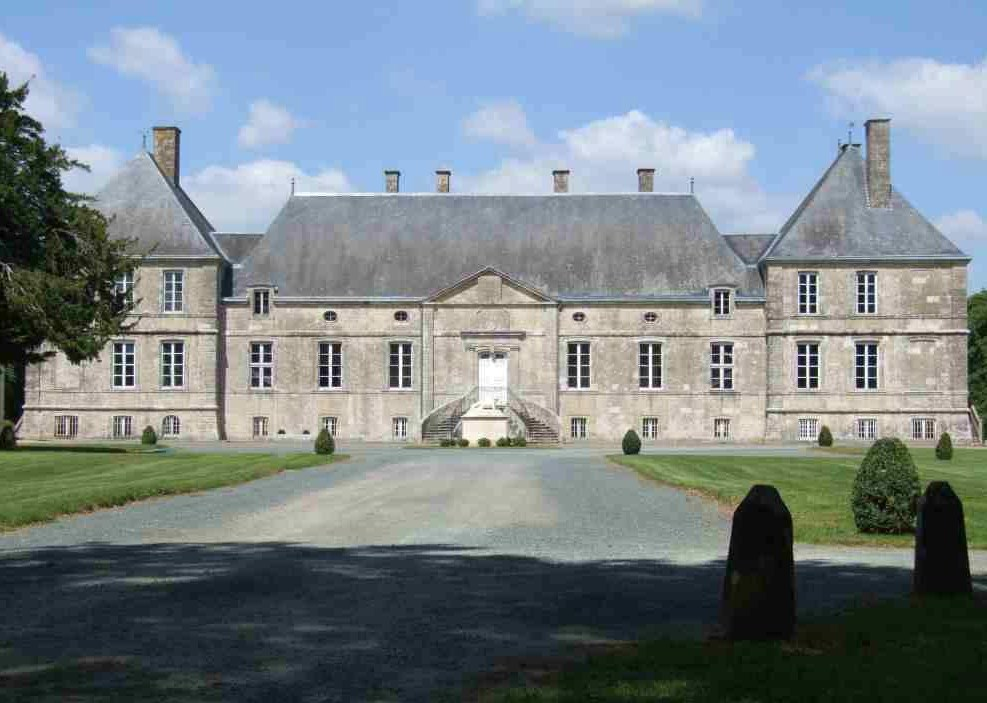
Château de la Baugisière.

- Le château de la Baugisière (autrefois Bogisière ou Bougizière) : le domaine s'appelait primitivement le manoir de l’Ugres ; il prit son nouveau nom au Moyen Âge quand la famille Bogis en devint propriétaire. Édifié à cette époque, le château a ensuite été reconstruit en 1741, sous Louis XV. La chapelle comporte une façade classique surmontée d'un clocheton. L'ensemble des jardins est une vaste composition régulière contemporaine de la construction de l'édifice, ils sont en cours de restauration et abritent, près du lavoir, un remarquable platane tricentenaire. Propriété depuis 2003 de Jean-Pierre et Claudine Lenglart D’Affringue De La Baugisière.

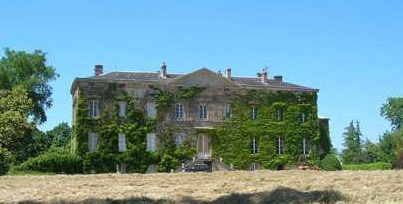
Château du Mazeau.

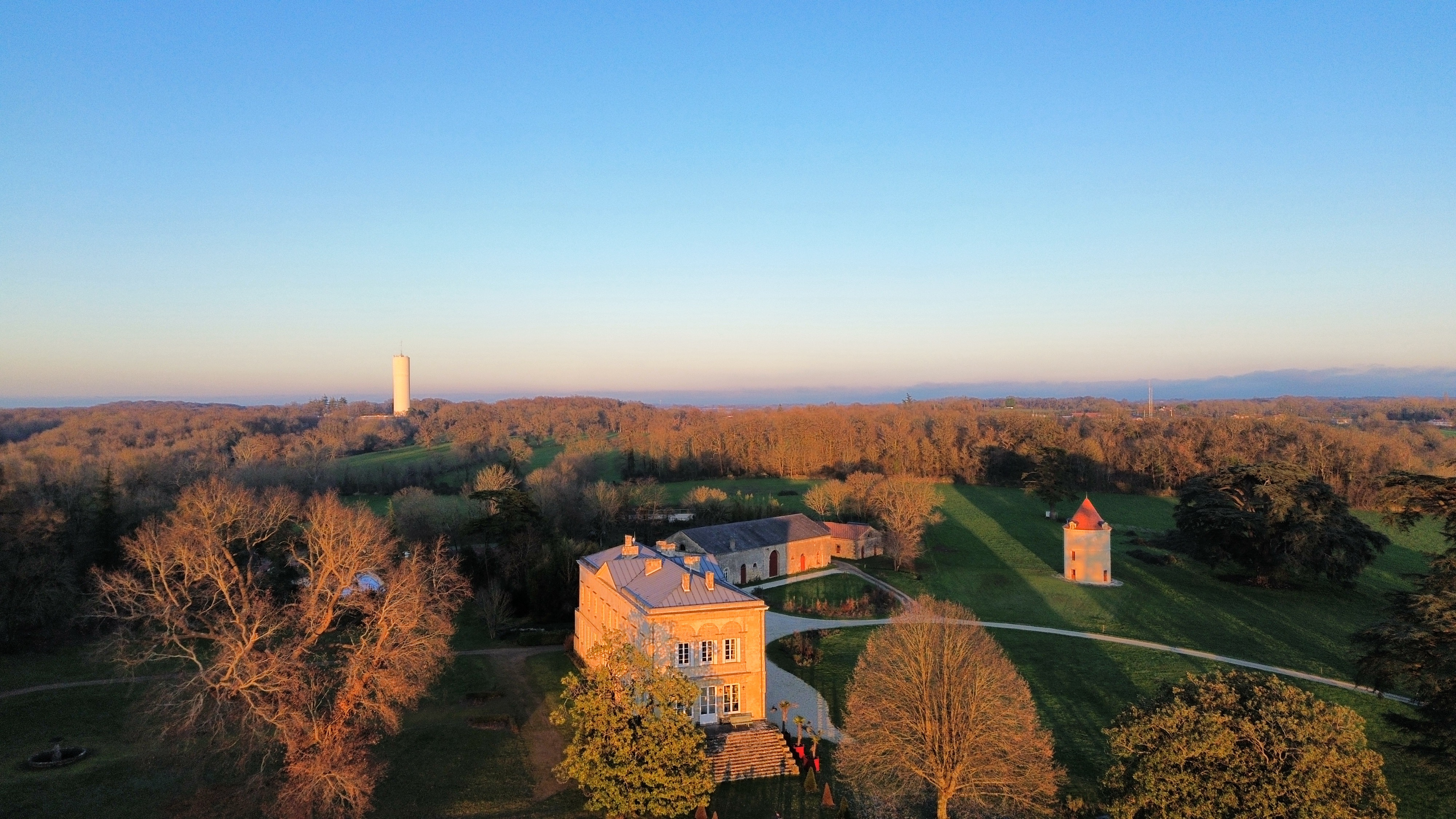
Vue aérienne du Château du Mazeau

- Le château du Mazeau : à proximité d'un logis plus ancien dont il ne reste qu'un mur d'enceinte et une tour ronde à un angle, le château fut reconstruit vers 1830 avec parc paysager, chapelle, poterne, pigeonnier et deux tours qui ont depuis disparu. Sa façade actuelle est d'une sobriété classique avec, au centre, un fronton triangulaire porté par quatre pilastres dont la base s'établit au 1er étage. On retrouve un Jean Chasteau, seigneur du Mazeau, dès 1609. Henry Suyrot acquiert la propriété vers 1680. Devenu bien national à la Révolution, le domaine fut racheté peu après par la famille de Suyrot. L'actuel propriétaire est M. Dauchez depuis 2015.

- Ferme de l'Âge de Fer vers Brelouze
- Nombreux éléments du petit patrimoine tels que les calvaires ou de nombreux puits.

## Politique et administration

### Liste des maires
| Période                                  | Période  | Identité               | Étiquette | Qualité                                                              |
| ---------------------------------------- | -------- | ---------------------- | --------- | -------------------------------------------------------------------- |
| 1876                                     | 1912     | Xavier Sausseau        |           |                                                                      |
| 1912                                     | 1917     | Théophile Charon       |           | mort pour la France à 36 ans au Chemin des Dames en 1917             |
| 1917                                     | 1940     | Louis Charon           |           | destitué par Vichy en 1940 pour rébellion contre l'occupant allemand |
| 1940                                     | 1944     | Louis Potier           |           |                                                                      |
| 1944                                     | 1945     | Jean-Baptiste Pourtaud |           |                                                                      |
| 1945                                     | 1971     | Joseph Largeau         |           |                                                                      |
| 1971                                     | 1989     | Gabriel Pannetier      | DVG       |                                                                      |
| 1989                                     | 2001     | Huguette Gaignet       |           |                                                                      |
| 2001                                     | mai 2020 | Yves Billaud,          |           | retraité agricole                                                    |
| mai 2020                                 | En cours | Francis Guillon        |           |                                                                      |
| Les données manquantes sont à compléter. |          |                        |           |                                                                      |

## Population et société

### Démographie

#### Évolution démographique
L'évolution du nombre d'habitants est connue à travers les recensements de la population effectués dans la commune depuis 1793. Pour les communes de moins de 10 000 habitants, une enquête de recensement portant sur toute la population est réalisée tous les cinq ans, les populations de référence des années intermédiaires étant quant à elles estimées par interpolation ou extrapolation. Pour la commune, le premier recensement exhaustif entrant dans le cadre du nouveau dispositif a été réalisé en 2007.

En 2022, la commune comptait 1 263 habitants, en évolution de −2,62 % par rapport à 2016 (Vendée : +5,33 %, France hors Mayotte : +2,11 %).
| 1793 | 1800 | 1806  | 1821  | 1831  | 1836  | 1841  | 1846  | 1851  |
| ---- | ---- | ----- | ----- | ----- | ----- | ----- | ----- | ----- |
| 229  | 977  | 1 038 | 1 141 | 1 141 | 1 138 | 1 206 | 1 219 | 1 225 |

| 1856  | 1861  | 1866  | 1872  | 1876  | 1881  | 1886  | 1891  | 1896  |
| ----- | ----- | ----- | ----- | ----- | ----- | ----- | ----- | ----- |
| 1 223 | 1 235 | 1 180 | 1 157 | 1 139 | 1 208 | 1 214 | 1 207 | 1 156 |

| 1901  | 1906  | 1911  | 1921 | 1926  | 1931 | 1936 | 1946 | 1954 |
| ----- | ----- | ----- | ---- | ----- | ---- | ---- | ---- | ---- |
| 1 104 | 1 091 | 1 033 | 994  | 1 011 | 992  | 960  | 911  | 955  |

| 1962 | 1968 | 1975 | 1982  | 1990  | 1999  | 2006  | 2007  | 2012  |
| ---- | ---- | ---- | ----- | ----- | ----- | ----- | ----- | ----- |
| 977  | 937  | 948  | 1 196 | 1 272 | 1 206 | 1 224 | 1 226 | 1 297 |

| 2017  | 2022  | - | - | - | - | - | - | - |
| ----- | ----- | - | - | - | - | - | - | - |
| 1 289 | 1 263 | - | - | - | - | - | - | - |

#### Pyramide des âges
En 2018, le taux de personnes d'un âge inférieur à 30 ans s'élève à 29,1 %, soit en dessous de la moyenne départementale (31,6 %). À l'inverse, le taux de personnes d'âge supérieur à 60 ans est de 33,1 % la même année, alors qu'il est de 31,0 % au niveau départemental.
En 2018, la commune comptait 660 hommes pour 629 femmes, soit un taux de 51,20 % d'hommes, largement supérieur au taux départemental (48,84 %).
Les pyramides des âges de la commune et du département s'établissent comme suit.
| Hommes | Classe d’âge | Femmes |
| ------ | ------------ | ------ |
| 0,6    | 90 ou +      | 0,8    |
| 7,0    | 75-89 ans    | 7,5    |
| 25,5   | 60-74 ans    | 24,8   |
| 20,2   | 45-59 ans    | 21,2   |
| 17,1   | 30-44 ans    | 17,1   |
| 10,9   | 15-29 ans    | 10,3   |
| 18,8   | 0-14 ans     | 18,3   |

| Hommes | Classe d’âge | Femmes |
| ------ | ------------ | ------ |
| 0,8    | 90 ou +      | 2,2    |
| 8,7    | 75-89 ans    | 11,1   |
| 20,3   | 60-74 ans    | 21,3   |
| 20     | 45-59 ans    | 19,4   |
| 17,5   | 30-44 ans    | 16,8   |
| 15     | 15-29 ans    | 13,2   |
| 17,7   | 0-14 ans     | 16,1   |

## Pour approfondir